# Cladocarpus gracilis
Cladocarpus gracilis är en nässeldjursart som beskrevs av John Fraser 1948. Cladocarpus gracilis ingår i släktet Cladocarpus och familjen Aglaopheniidae. Inga underarter finns listade i Catalogue of Life.